# Kimball (Wirginia Zachodnia)
Kimball – miasto w Stanach Zjednoczonych, w stanie Wirginia Zachodnia, w hrabstwie McDowell.